# 박원형
박원형(朴元亨, 1411년 ∼ 1469년)은 조선 전기의 문신이자 공신이다. 본관은 죽산(竹山) 이고 자는 지구(之衢), 호는 만절당(晩節堂), 시호는 문헌(文憲). 병조참의 박고(朴翶)의 아들이며, 어머니는 양성이씨(陽城李氏)로 판사복시사(判司僕寺事) 이한(李瀚)의 딸이다.

## 생애
1432년, 사마시를 거쳐 1434년, 알성 문과에 급제 이후에 예빈시의 직장과 사복시의 소윤과 도염서령, 지제교를 거쳐 사복시판사, 좌승지, 도승지를 지냈다.형조지사가 되고 이어 동부승지, 도승지로 세조가 즉위하자 좌익공신 3등에 책록되고 이어 사은사로 명나라에 다녀왔다. 귀국한 뒤에는 이조, 병조, 공조, 형조의 참판을 거쳐 연성군에 봉해지고 이조, 공조, 형조, 호조, 예조, 병조의 판서와 우찬성, 좌찬성을 거쳐 이시애의 난을 평정하여, 우의정, 좌의정을 거쳐 영의정이 되었다. 이후 1468년 잠시 조선국 상급 국상 지위를 지냈다.
사육신 사건으로 재종숙(7촌)이 연좌되어 죽고 그의 가족이 노비로 분배될 때, 재종숙의 노비 출신 첩이었던 의비(義非)를 자신의 첩으로 삼아 두 명의 아들을 두었다.

## 가족 관계
- -     -       - 부인: 우승원의 딸
        - 아들: 박안성(朴安性)
          - 손자: 박수문(朴守紋)

## 같이 보기
- 계유정난
- 세조 찬위
- 단종 복위 운동
- 봉석주
- 한명회
- 신숙주
- 정인지

| 전임 한확 | 조선의 상급 국상 1468년 3월 25일 ~ 1468년 12월 20일 | 후임 구치관 |